# Remmene socken
Remmene socken i Västergötland ingick i Kullings härad, ingår sedan 1971 i Herrljunga kommun och motsvarar från 2016 Remmene distrikt.
Socknens areal är 14,95 kvadratkilometer allt land. År 2000 fanns här 203 invånare. Remmene skjutfält samt sockenkyrkan Remmene kyrka ligger i socknen.

## Administrativ historik
Socknen har medeltida ursprung. 
Vid kommunreformen 1862 övergick socknens ansvar för de kyrkliga frågorna till Remmene församling och för de borgerliga frågorna bildades Remmene landskommun. Landskommunen uppgick 1952 i Herrljunga landskommun som 1953 ombildades till Herrljunga köping som 1971 ombildades till Herrljunga kommun. Församlingen uppgick 2010 i Herrljunga landsbygdsförsamling.
1 januari 2016 inrättades distriktet Remmene, med samma omfattning som församlingen hade 1999/2000.  
Socknen har tillhört län, fögderier, tingslag och domsagor enligt vad som beskrivs i artikeln Kullings härad. De indelta soldaterna tillhörde Västgöta regemente, Elfsborgs kompani och Västgöta-Dals regemente, Kullings kompani.

## Geografi
Remmene socken ligger sydväst om Herrljunga. Socknen har odlingsbygd i norr och hed och skogsmark i söder.

## Fornlämningar
Två hällkistor från stenåldern är funna. Från bronsåldern finns gravrösen och skålgropsförekomster. Från järnåldern finns tre gravfält och domarringar. Två runstenar har påträffats.

## Befolkningsutveckling
Befolkningen ökade från 234 1810 till 397 1890 varefter den minskade stadigt till 214 1990.

## Namnet
Namnet skrevs 1393 Rämine och kommer från kyrkbyn. Efterleden innehåller vin, 'betesmark; äng'. Förleden innehåller ramm, 'kärrmark' eller ramn, 'korp'.